# 吉良義弥
吉良 義弥（きら よしみつ）は、江戸時代初期の江戸幕府の高家旗本。吉良義定の長男。

## 生涯
父の義定は徳川家康の従兄弟で家臣である。慶長2年（1597年）、12歳のときに徳川秀忠に御目見する。慶長5年（1600年）の関ヶ原の戦いの際には、秀忠が少年時に身に着けた具足を下賜され、これを着用して供奉している。合戦後に三河国吉良など3000石を安堵される。
慶長13年（1608年）12月24日、従五位下・侍従・左兵衛督に叙任、後に従四位下・左少将に昇進する。一説には、この日に吉良義弥と大沢基宿は高家職に就任したという。なお、江戸幕府の職制としての高家職は、元和・寛永期に整備されたようである。
元和9年（1623年）、明正天皇の誕生に際し幕府の使者として上洛する。以後も徳川秀忠の娘和子の立后に際しての使者を命じられるなど、幕府と朝廷の間の交渉・連絡に密接に携わった。

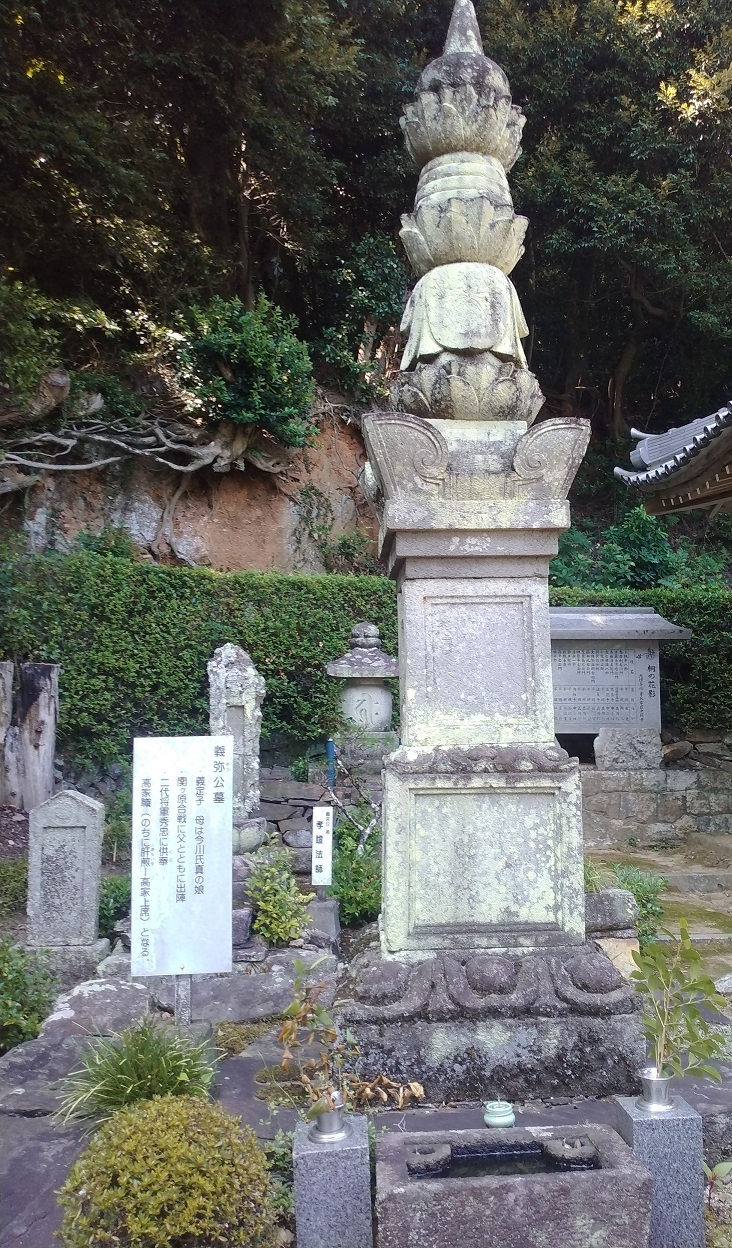
吉良義弥の墓(西尾市華蔵寺)

寛永20年（1643年）10月24日、京都において死去した。享年58。江戸市谷の万昌院に葬られ、以後この寺が吉良家菩提寺となる。
吉良家の高家職就任については、家系的に清和源氏に属し、足利氏の一門であることの他に、歴代の当主は松平信忠や松平清康の娘を正室に迎えており、徳川家康とも親戚関係にあったことが理由として推測される。家康の征夷大将軍就任にあたっては、吉良家の系図を譲渡している。

## 系譜
正室は今川範以の娘。2男1女あり。長男義冬が吉良家を相続し、次男岡山弥清は分家して旗本になった。女子は松平長三郎忠良の室となる。
なお、吉良義央は義冬の長男であり、今川氏堯は弥清の三男である。こうした吉良家との血縁関係から今川家も高家に登用されることになったようである。

## 註
1. ↑  『寛政重修諸家譜』記載の享年より逆算